# پتاچینتسی
پتاچینتسی (به صربی: Petačinci) یک منطقهٔ مسکونی در صربستان است که در دیمیتروگراد واقع شده‌است. پتاچینتسی ۱۹ نفر جمعیت دارد.